# Motyčky
Motyčky (ungarisch Martalja – bis 1902 Motyók – bis 1882 Moticsko) ist eine kleine Gemeinde im Okres Banská Bystrica innerhalb des Banskobystrický kraj in der Slowakei mit etwa 110 Einwohnern.
Die Gemeinde liegt in den Starohorské vrchy am Zusammenfluss mehrerer Bäche und befindet sich an der Hauptstraße 59 zwischen Banská Bystrica, 18 Kilometer nach Süden und Donovaly, 5 Kilometer nach Osten. Aus den mehreren kleinen Siedlungen sind neben Motyčky noch Jergaly und Štubne als Gemeindeteile geführt, daneben gibt es aber noch mehrere Siedlungen wie Bukovec, Dúvodno und Môce.
Die heutige Gemeinde wurde zum ersten Mal erst 1743 als Motischka erwähnt (andere Angaben sprechen von bereits 1698 als Moticzko), die Anfänge sind aber ins 16. Jahrhundert zurückzuführen. In dieser Zeit entstanden mehrere Köhlereiansiedlungen zur Herstellung von Holzkohle für die Hütten in den nahegelegenen Orten Liptovské Revúce und Špania Dolina. 1652 sind vier Holzfäller- und Köhlereirortschaften belegt, nämlich Horná Pavlová (damals dt. „Pawlowa Oberthail“), Dolná Pavlová („Pawlowa undterthail“), Nad Rybníkom („Ober dem Thaich“) und Pri Rybníku („An dem Thaich“), mit insgesamt 66 Einwohnern verzeichnet. Bis zum Anfang des 18. Jahrhunderts entstanden auch noch die Ortslagen Bukovec und Dúvodné. Alle diese Ortschaften vereinigten sich 1860 zur Gemeinde Motyčky.
Zu dieser Zeit waren die meisten Einwohner in Forstwirtschaft oder in Eisenwerken in der Umgebung beschäftigt. Heute pendelt die Mehrheit talwärts nach Harmanec. Bis heute ist die traditionelle Spitzeherstellung erhalten geblieben.

## Bevölkerung
| Jahr                | 1994 | 2004    | 2014     | 2024    |
| ------------------- | ---- | ------- | -------- | ------- |
| Anzahl der Personen | 101  | 98      | 110      | 104     |
| Unterschied         |      | −2,97 % | +12,24 % | −5,45 % |

| Jahr                | 2023 | 2024    |
| ------------------- | ---- | ------- |
| Anzahl der Personen | 107  | 104     |
| Unterschied         |      | −2,80 % |